# Astrologie celte
La construction d’un système astrologique dans la civilisation celtique protohistorique n’est pas attestée par la documentation dont nous disposons ; les sources historiques, littéraires et archéologiques sont muettes quant à son existence et, à plus forte raison, sa pratique. De même, il n’existe pas de texte compilant leurs connaissances en astronomie.

## Sources primaires
Jules César, dans ses Commentaires sur la Guerre des Gaules, fait une simple allusion aux discussions des druides, sur les mouvements des planètes, sans autre précision : 
« [...] En outre, ils [les druides] se livrent à de nombreuses spéculations sur les astres et leurs mouvements, sur les dimensions du monde et celles de la terre, sur la nature des choses, sur la puissance des dieux et leurs attributions, et ils transmettent ces doctrines à la jeunesse. »— Jules César, Commentaires sur la Guerre des Gaules, Livre VI, 14;
Il est donc impossible de définir cette discipline et de la décrire. Cependant, nous savons indirectement que les Celtes de l’Antiquité possédaient de bonnes connaissances astronomiques. La meilleure preuve que nous en ayons est le Calendrier de Coligny, dont la complexité révèle une longue observation du ciel et une conception calendaire originale. Cependant la notation dans ce calendrier, de mois « fastes » et « néfastes » (mat et anmat), montre qu’une corrélation était faite « entre les faits céleste et terrestres » Polybe (Histoire, V, 78) rapporte l’anecdote des Aigosages qui, passés en Thrace en 218 av. J.-C. observèrent une éclipse de lune et l'interprétèrent comme un signe leur enjoignant de ne pas aller plus loin.
Rien ne permet d’affirmer qu’ils possédaient un système astrologique, même si cela est probable. Si tel fut le cas, il est permis de supposer qu’il a servi à des fins divinatoires et fut utilisé par des membres de la classe sacerdotale, c’est-à-dire les druides et plus précisément les vates, spécialisés dans l’art de la divination. Mais cela n’est que pure spéculation.

## Reconstruction néodruidique
Le mouvement néodruidique a procédé, depuis le  XVIIIe siècle, à des reconstructions sur des bases qui lui sont propres, mais qui, en aucun cas, ne peuvent remonter à l’Antiquité celtique.